# Abel Gance
Pour les articles homonymes, voir Gance.
Abel Gance est un réalisateur, scénariste et producteur français, né le 25 octobre 1889 à Paris 18e et mort le 10 novembre 1981 à Paris 16e. Il fait partie des pionniers du « langage filmique » et de l'expression cinématographique. Il est considéré comme l'un des cinéastes les plus influents appartenant à la première avant-garde.

## Biographie

### Jeunesse
Abel Eugène Alexandre Perthon naît le 25 octobre 1889 dans le 18e arrondissement de Paris. Il a, par sa mère, Françoise Perthon, une origine bourbonnaise. Il passe une partie de sa petite enfance à Commentry (Allier) chez ses grands-parents, et part pour Paris où il étudie dans un collège catholique puis au lycée Chaptal. Il commence des études de droit, les abandonne pour se consacrer au théâtre et à la poésie.

### Comédien et scénariste
Il obtient en 1908 un engagement au théâtre royal du Parc à Bruxelles et effectue quelques tournées théâtrales en France. Il publie un recueil de poèmes intitulé Un doigt sur le clavier et commence à s'intéresser au cinéma en faisant de la figuration dans quelques films à partir de 1909. C'est Léonce Perret qui lui confie son premier rôle important au cinéma — celui de Jean-Baptiste Poquelin — dans son film Molière sorti en 1909. Il écrit quelques scénarios pour Léonce Perret — Le Portrait de Mireille (1909), La Fille de Jephté (1910) — pour Camille de Morlhon — L'Auberge rouge (1912) — ou encore pour Albert Capellani — Un clair de lune sous Richelieu (1911), Un tragique amour de Mona Lisa (1912).

### Producteur et réalisateur:Napoléon, apogée d'une carrière

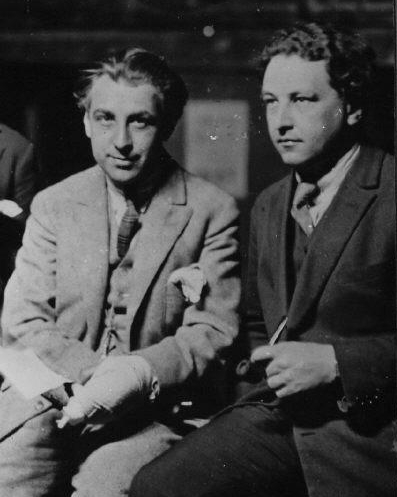
Abel Gance avec le compositeur Arthur Honegger début 1926 lors du tournage du Napoléon.

En 1911, il fonde la société de production Le Film français et réalise son premier film — La Digue — la même année. De 1911 à 1917, il signe une quinzaine de films qui le font connaître du public français, parmi lesquels on peut citer Le Nègre blanc (1912), La Fleur des ruines (1915), Ce que les flots racontent (1916) ou encore Mater Dolorosa (1917). Il s'impose ainsi comme une figure de proue de « l'impressionnisme français » par le symbolisme, l'usage du clair-obscur, un cadrage et un montage novateurs.
Le 9 mars 1912, Ciné-Journal publie le premier écrit théorique connu d'Abel Gance sur le cinéma : Qu'est-ce que le cinématographe ? Un sixième art !
Dès 1918, il s'affirme comme un cinéaste novateur, dont le style empreint de lyrisme tranche sur la production de l'époque. J'accuse et La Roue font de lui un réalisateur reconnu, tandis que Napoléon est l'un des derniers grands succès français du cinéma muet. Mais le grave échec financier de La Fin du monde, en 1931, brise sa carrière.
Il est amené à tourner des films moins personnels et, bien que sa carrière compte des succès commerciaux comme Lucrèce Borgia (1935) — qui fit scandale, car Edwige Feuillère y apparaissait nue, et fut attaqué par la Ligue pour le relèvement de la moralité publique — ou l'année suivante Un grand amour de Beethoven (1936) avec Harry Baur, ou encore J'accuse (1938) avec Victor Francen (remake parlant du film de 1919), Paradis Perdu (1940) très admiré par François Truffaut et qui lance Micheline Presle.
Abel Gance est membre du jury pour l'élection de Miss France en 1938.

### Abel Gance et la technique

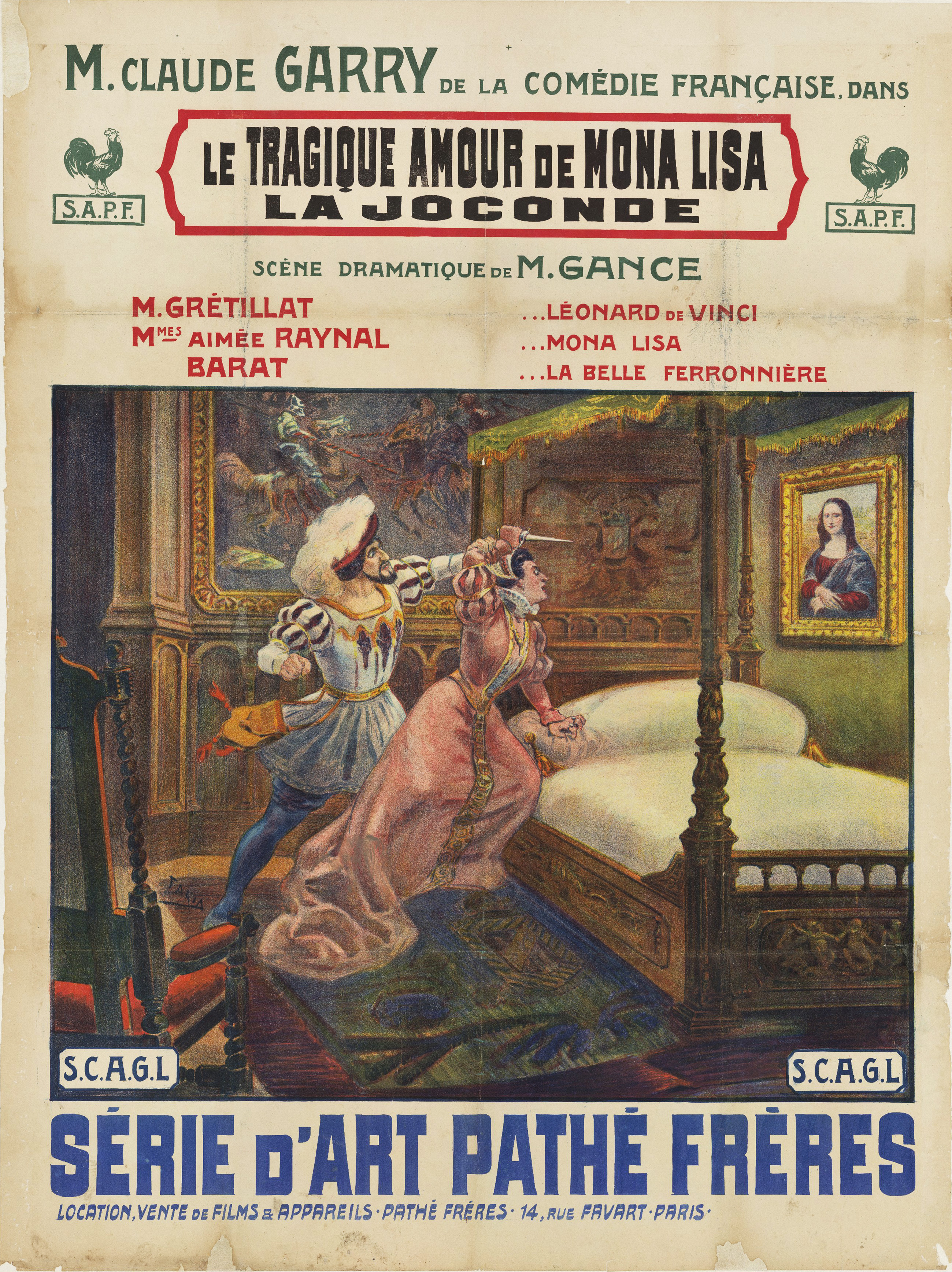
Affiche par Cândido de Faria pour le film muet Le tragique amour de Mona Lisa (1912) d'après le scénario de Gance. Collection EYE Film Instituut Nederland.

Abel Gance élabore en 1925 avec André Debrie, 25 ans avant le cinérama, un procédé de film avec trois caméras par juxtaposition qui donne une largeur d'image trois fois supérieure au format traditionnel et permet aussi un récit en trois images différentes, la « polyvision ». Voir Napoléon (1927).
En 1929/1932, il dépose, avec André Debrie, un brevet sur la « perspective sonore », ancêtre de la stéréophonie. En 1934, il sonorise son film Napoléon, avec ce procédé.
Il met au point à partir de 1937, avec l'opticien Pierre Angénieux, le « pictographe », appareil optique pour remplacer les décors par de simples maquettes ou photographies, et qui est à l'origine de l'incrustation télé d'aujourd'hui.

### Seconde Guerre mondiale
Bien avant 1939, Gance nourrissait depuis longtemps une trilogie espagnole dont un film sur Christophe Colomb. Il réussit à intéresser son producteur de J'accuse (1938), Gilbert Renault-Decker (plus tard Colonel Rémy dans la Résistance). Ce dernier, après de longues et laborieuses négociations, parvint à obtenir du gouvernement franquiste les autorisations nécessaires pour un tournage sur les lieux mêmes. De même, un accord avec l'Italie permettait de tourner dans les lieux historiques de Gênes et Florence. La version anglaise prévoyait un tournage en Technicolor et donc la coproduction avec Arthur Rank. Gance signa son contrat le 4 mars 1939 pour un tournage prévu le 12 juin à Grenade. Mais le déclenchement de la Seconde guerre mondiale sonna le glas de ce projet longuement préparé, et Renault-Decker se rallia à Arthur Rank pour un film sur un autre scénario (finalement, Arthur Rank produira seul son film sur Christophe Colomb en 1949).
Abel Gance, baptisé catholique mais non pratiquant, est inscrit sur la liste juive en juin 1941. Il est interdit d'exercer parce que non-aryen et se trouve dans un contexte professionnel menaçant. Il tente alors de prouver son ascendance, n'ayant jusque là jamais démenti sa judéité.
Dénoncé, et compromis par sa collaboration avec deux producteurs juifs de son film, c'est dans l'espoir de débloquer cette situation qu'il décide de dédicacer son film tourné en zone sud, Vénus aveugle (1941) au maréchal Pétain : « C'est à la France de demain que je voudrais dédier ce film, mais puisqu'elle est incarnée en vous, Monsieur le Maréchal, permettez que très humblement je vous le dédie ». En septembre 1941, une avant-première est même organisée à Vichy en présence de l'épouse du maréchal Pétain.
Mais cette démarche ne résoudra rien et n'aura aucun effet sur sa situation de « mis à l'index » en tant que réalisateur continuant à être considéré comme juif, victime de campagnes de presse antisémites par l'extrême-droite. Le film, bien qu'ayant été distribué en zone libre dès 1941, n'obtiendra son visa de censure allemand que le 5 avril 1943, soit près de deux ans après son achèvement, dans une version tronquée d'une demi-heure.
En 1942, Gance parvient à réaliser un vieux projet, un film de cape et d'épée basé sur un récit de Théophile Gautier. Le film est produit par la Société Lux dirigée par Josette France (ex-compagne de René Blum) qui monte l'affaire en coproduction franco-italienne: Le Capitaine Fracasse (1943) tourné avec beaucoup de difficultés en zone occupée avec une équipe française mais une vedette italienne Assia Noris.
Abel Gance a joué puis souffert de l'ambigüité de ses rapports avec le régime de Vichy, bien qu'il y eût des discriminations à son encontre (communication, publicité de ses films sans son nom), en dépit de ses protestations, justificatifs, démarches désordonnées, voire le retrait de son nom de la liste juive, comme en témoignent ses archives personnellesqui ne cesseront pas vraiment jusqu'à son départ de France. Son opportunisme professionnel couplé à une certaine ferveur nationaliste et pacifiste, l'ont poussé à se plier au régime. Toujours obstiné à vouloir réaliser son Christophe Colomb, il garde ses contacts espagnols et cherche la possibilité de quitter légalement le sol français en un pays neutre où il pourrait remonter cette production, quitte à se compromettre. En 1941, par exemple, Gance devait prendre part au projet avorté de Vichy pour une «grande affaire d'expansion cinématographique en Amérique du Sud touchant directement les intérêts européens», projet anti-anglosaxon et «contre les forces israélites». Sa lettre de mission fut signée le 3 janvier 1942, mais le récent embrassement du continent américain dans la guerre bloqua l'obtention des visas français, brésiliens et aussi des autorités Allemandes très méfiantes quant aux motivations de ce départ. Gance devait se résoudre à rester en France.
Il réussit à partir en Espagne à l'été 1943, en raison des complications voire impossibilités de continuer son travail. Son exil est réfléchi pendant quelques mois : en 1942, Gance, toujours dans l'espoir irraisonné de pouvoir réaliser son Christophe Colomb, s'était déjà ouvert à l'ambassadeur d'Espagne à Vichy de son souhait de réaliser sa trilogie de films en Espagne en lien avec l'Amérique du sud, tandis qu'il confirmait au directeur de la Compania Industrial del Film Español sa «ferme intention de se mettre au service du cinéma espagnol». Mais l'Espagne se refermera comme un piège sur lui, ne pouvant monter son Christophe Colomb. Il tente un sujet moins ambitieux : un film sur le célèbre torero Manolète dont le tournage doit être interrompu. Désargenté et endetté de toute part, ses projets bloqués, il parvient à obtenir enfin ses visas pour sortir d'Espagne et revient le 25 octobre 1945, le jour de son 56e anniversaire, en sa maison de Châteauneuf de Grasse.
La tentative de poursuite de sa carrière en Espagne franquiste complique son retour à la Libération.

### L'après-guerre
En 1947, Abel Gance se lance dans un nouveau projet, La Divine Tragédie, inspiré de la passion du Christ. Il écrit un scénario et entre en contact avec un producteur, Georges de La Grandière, qui avait financé Monsieur Vincent (Maurice Cloche, 1947), film à grand succès. L'acteur Guy Kerner, prévu dans le rôle de Jésus, fait des essais. Le budget de pré-production, nourrit par une souscription, atteint la somme de 80 000 dollars américains (soit 900 millions d'anciens francs de l'époque). Gance et La Grandière finissent par se brouiller en 1952, et le réalisateur, qui devait faire avec ce film son grand retour dans les salles, perdit cinq ans dans ce combat.
En 1953, Abel Gance est membre du jury du Festival de Cannes. Dans la foulée, son Napoléon (version 1935) est reprojeté au Studio 28 en 1955 ; une première version restaurée (copie de 1927) est entreprise, grâce aux efforts de Henri Langlois et Marie Epstein depuis deux ans (elle sera achevée en 1959, puis revue en 1965).
Par le biais de ses contacts américains, Gance entre en relation d'affaires avec Fernand Rivers, le représentant pour la France des films produits par Republic Pictures. Ce dernier, qui fait entrer des capitaux italiens dans l'opération, accepte de financer La Tour de Nesle, qui sort en salle en 1955 avec Silvana Pampanini et Pierre Brasseur dans les rôles principaux. C'est dans ce film qu'apparaît Nelly Kaplan, qui devient dès 1954, lors d'une réception en hommage à Georges Méliès, sa secrétaire et son assistante. En 1956, elle l'aide à produire Magirama, qui présente une série de cinq courts métrages de Gance.
En 1958, il met en scène pour le théâtre de l'Alliance française, La Cathédrale de cendres de Berta Dominguez, avec Tania Balachova, Antoine Balpêtré, Giani Esposito, Tony Taffin, Roque Carbajo,.

### Les derniers films
Le film Austerlitz qui sort en 1960, au casting international, et reconstituant magistralement la célèbre bataille en studio, avec Henri Alekan à la photographie, ne lui permet pas de retrouver le prestige qui était le sien. C'est là le dernier grand projet accompli du cinéaste, largement soutenu par André Malraux, qui s'inscrit dans un projet plus ancien, remontant au début des années 1920 : représenter par le cinématographe toute la vie de Napoléon Bonaparte.
En 1964, il signe une fable amoureuse originale dont il a écrit lui-même les dialogues en alexandrins, Cyrano et d'Artagnan, une co-production entre la France, l'Espagne et l'Italie avec notamment José Ferrer, Jean-Pierre Cassel, Michel Simon et Philippe Noiret.
La Cinémathèque française présente en 1965, une restauration améliorée de son Napoléon (1927), basée sur celle que Henri Langlois et Marie Epstein avaient déjà effectué entre 1953 et 1959.
C'est ensuite que l'ORTF l'approche pour des productions patrimoniales et historiques. En 1966, après avoir adapté Marie Tudor en deux parties, d'après la pièce de Victor Hugo avec Françoise Christophe et Marc Asso, Gance se lance alors dans Valmy mais le téléfilm, sorti en 1967, sera terminé par Jean Chérasse.
Gance tente de relancer son film sur Christophe Colomb avec l'ORTF, mais le projet, très avancé pourtant, ne put voir le jour emporté dans la tourmente de mai 1968.
En prévision du bicentenaire de Napoléon en 1969, Malraux demande à Gance un projet de film, qui deviendra, après bien des péripéties dont le départ de Malraux avec le Général de Gaulle, une seconde version sonore de son Napoléon de 1927 finalement produite par Claude Lelouch : Bonaparte et la Révolution. Le film sort en salle au Kinopanorama le 9 septembre 1971 (4 h 35 min) puis avec une version TV de 3 h. Ce travail mobilisa plus de trois ans d'activité à Gance.
En 1974, il reçoit le Grand prix national du cinéma et, en 1981, un hommage lui est rendu lors la cérémonie des Césars au cours de laquelle il reçoit — en même temps qu'Alain Resnais et, à titre posthume, Marcel Pagnol — un César d'honneur.
Ses derniers travaux avant sa mort portaient sur l'infographie.

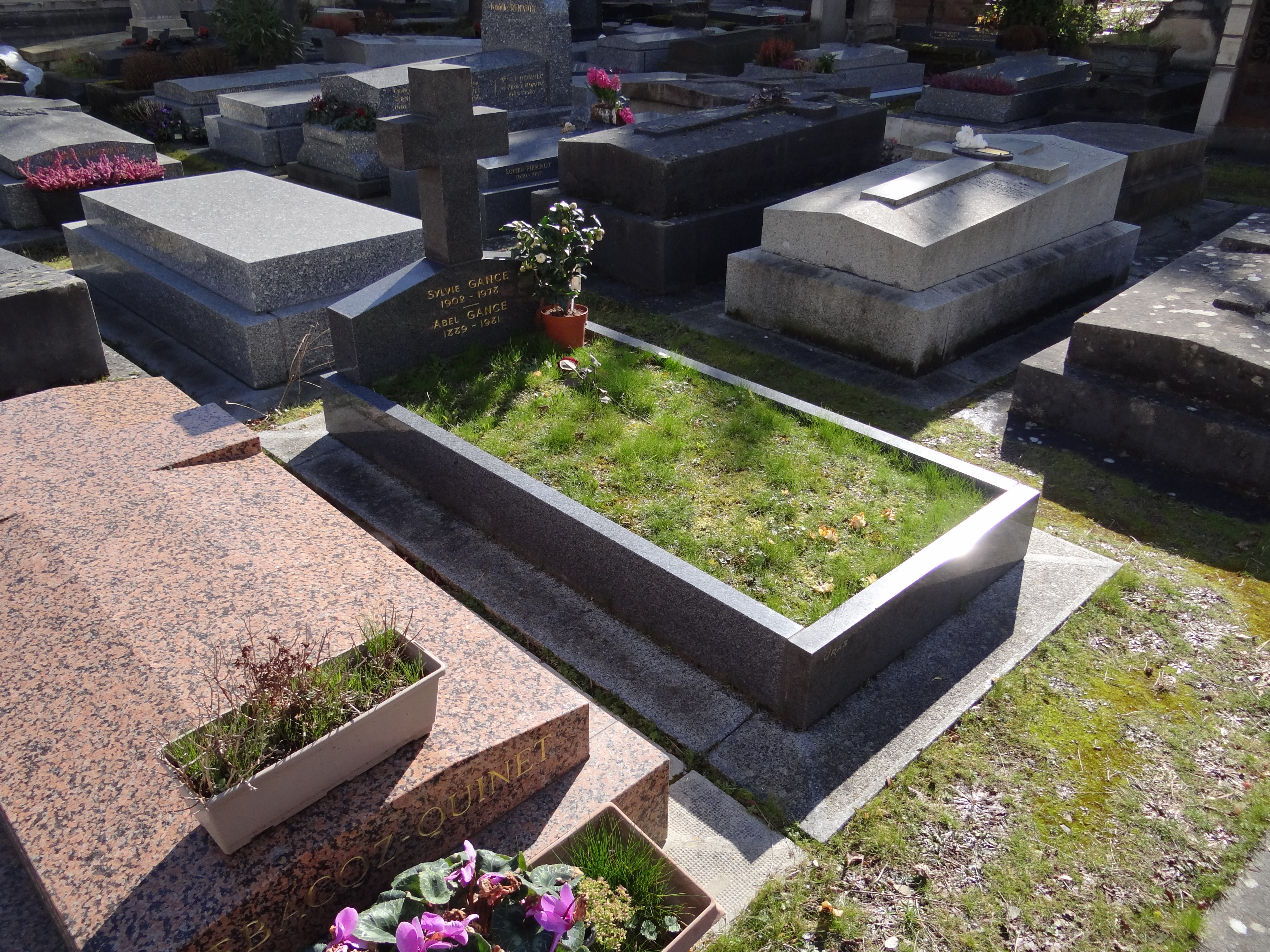
Tombe d'Abel Gance et de son épouse au cimetière d'Auteuil (division 8).

Mort le 10 novembre 1981, il est inhumé au cimetière d'Auteuil, à Paris.
En 1989, pour le 100e anniversaire de sa naissance, et le bicentenaire de la Révolution française, l'année est placée sous son signe, et donne lieu à de nombreuses manifestations.

### Vie privée
Le père d'Abel, le docteur Abel Flamant, ne le reconnaît pas à sa naissance, il est donc inscrit à l'état civil par un tiers sous le nom de sa mère. Le 25 septembre 1895, Françoise Perthon reconnaît Abel pour son fils, suivant acte passé à la mairie du 18e arrondissement de Paris. Françoise Perthon épouse Adolphe Gance le 5 juin 1897 à la mairie de Saint-Leu-Taverny, Seine-et-Oise (aujourd'hui, Saint-Leu-la-Forêt, Val d'Oise), et Adolphe Gance reconnaît Abel, qui portera désormais le patronyme de Gance.
Le secret de la naissance hors mariage d'Abel Gance puis de sa reconnaissance et adoption à l'âge de cinq et sept ans, ne sera révélé au public qu'après son décès survenu en 1981.
Abel Gance épouse en premières noces Mathilde Angèle Thizeau (1889-1966) le 9 novembre 1912 à Paris 16e. Le 7 novembre 1922, il épouse en secondes noces Marguerite Danis (1894-1986) à Neuilly-sur-Seine. Le 7 octobre 1933, il épouse en troisièmes noces l'actrice Sylvie Grenade, Sylvie Gance, née Odette Vérité (1902-1978) à Paris, dont il aura une fille, Clarisse.

## Filmographie

### En tant que réalisateur
Courts métrages :
- 1911 : La Digue (film perdu)
- 1912 : Il y a des pieds au plafond (film perdu)
- 1912 : La Pierre philosophe (film perdu)
- 1912 : Le Masque d'horreur (film perdu)
- 1912 : Le Nègre blanc (film perdu)
- 1915 : La Fleur des ruines (film perdu)
- 1915 : La Folie du docteur Tube
- 1915 : L'Énigme de dix heures (film perdu)
- 1915 : L'Héroïsme de Paddy (film perdu)
- 1915 : Strass et Compagnie (film perdu)
- 1915 : Un drame au château d'Acre (film perdu)
- 1916 : Ce que les flots racontent (film perdu)
- 1916 : Fioritures (film perdu)
- 1916 : Le Fou de la falaise (film perdu)
- 1916 : Le Périscope (film perdu)
- 1924 : Au secours !
- 1928 : Marines et cristaux
- 1956 : Magirama (sh) (suite de courts-métrages : Auprès de ma blonde, Fête foraine, Begone Dull Care, Le Départ de l’armée d’Italie, Châteaux de nuages)

Longs métrages :
- 1916 : Les Gaz mortels (Le brouillard sur la ville)
- 1917 : Barberousse[37]
- 1917 : La Zone de la mort (film perdu)
- 1917 : Le Droit à la vie
- 1917 : Mater Dolorosa
- 1918 : La Dixième Symphonie
- 1919 : J'accuse
- 1923 : La Roue
- 1927 : Napoléon
- 1931 : La Fin du monde
- 1932 : Mater Dolorosa
- 1934 : Poliche
- 1935 : Jérôme Perreau, héros des barricades
- 1935 : Le Roman d'un jeune homme pauvre
- 1935 : Lucrèce Borgia
- 1935 : Napoléon Bonaparte
- 1937 : Un grand amour de Beethoven
- 1938 : J'accuse
- 1938 : Le Voleur de femmes
- 1939 : Louise
- 1940 : Paradis perdu
- 1941 : Vénus aveugle
- 1943 : Le Capitaine Fracasse
- 1955 : La Tour de Nesle
- 1960 : Austerlitz
- 1964 : Cyrano et d'Artagnan
- 1971 : Bonaparte et la Révolution

Coréalisations, documentaires, téléfilms et projets inachevés :
- 1918 : Ecce homo (inachevé)
- 1933 : Le Maître de forges coréalisé avec Fernand Rivers (scénario et production)
- 1934 : La Dame aux camélias coréalisé avec Fernand Rivers (scénario et production)
- 1953 : Quatorze juillet (documentaire)
- 1966 : Marie Tudor (téléfilm)
- 1967 : Valmy (téléfilm terminé par Jean Chérasse)

### En tant que scénariste
- 1909 : Le Glas du père Césaire
- 1909 : La Légende de l'arc-en-ciel
- 1909 : Le Portrait de Mireille de Léonce Perret
- 1909 : Molière, de Léonce Perret
- 1910 : La Fille de Jephté de Léonce Perret
- 1910 : L'Aluminite
- 1910 : La Fin de Paganini
- 1910 : Le Roi des parfums
- 1911 : La Fin de Paganini d'Albert Capellani
- 1911 : Le Crime du grand-père de Léonce Perret et Jacques Roullet
- 1911 : L'Électrocuté de Camille de Morlhon
- 1911 : Un clair de lune sous Richelieu d'Albert Capellani
- 1912 : L'Auberge rouge de Camille de Morlhon
- 1912 : Un tragique amour de Mona Lisa d'Albert Capellani
- 1914 : L'Infirmière de Henri Pouctal

### En tant qu'acteur
- 1909 : Molière, de Léonce Perret
- 1912 : Un tragique amour de Mona Lisa d'Albert Capellani
- 1914 : La Tache de Maurice Le Forestier
- 1927 : Napoléon : Saint-Just
- 1931 : La Fin du monde : Jean Novalic

## Hommages et réception
Kurosawa et Coppola n'ont jamais caché leur admiration pour Gance.
Son Napoléon (version 1927) a été successivement restauré par Henri Langlois et Marie Epstein (1953-1959), trois fois par le réalisateur britannique Kevin Brownlow (1967-1979, 1983, 2000), par Bambi Ballard en 1992, enfin par Georges Mourier pour la Cinémathèque française de 2008 à 2022 (sortie en 2024).
Gance est récipiendaire de la grande médaille d'or de la Société d'encouragement au progrès.
L'Établissement de communication et de production audiovisuelle de la Défense (ECPAD) situé au fort d'Ivry, nomma son auditorium et sa salle de cinéma « Abel Gance ».
En 1993, création de la rue Abel-Gance dans le 13e arrondissement de Paris. Nantes compte également une « avenue Abel-Gance ».
En hommage à Abel Gance, l'ancienne salle de vision privée du Royal Monceau à Paris était spécialement équipée pour la projection du triptyque de Napoléon en cinéma numérique (aspect ratio 4:1)[pas clair].